# Лісет Руеда
Лісет Руеда (ісп. Lizeth Rueda Santos; 7 березня 1994) — мексиканська плавчиня і триатлоністка. Чемпіонка Панамериканських ігор 2023 року і учасниця Олімпійських ігор.

## Із біографії
На Олімпійських іграх 2012 зайняла 20 місце у плаванні на 10 км.